# وسواس (فیلم)
وسواس (انگلیسی: Obsessed) یک فیلم سینمایی آمریکایی در ژانر تریلر روان‌شناختی است که در سال ۲۰۰۹ منتشر شد.

## بازیگران
- ادریس البا
- بیانسه
- الی لارتر
- جری اوکانل
- کریستین لاتی
- بروس مک‌گیل
- اسکاوت تیلر-کامپتن